# ویتولد والو
ویتولد والو (لهستانی: Witold Walo؛ زادهٔ ۱۰ دسامبر ۱۹۵۴) وزنه‌بردار اهل لهستان بود.